# Рабинович, Елена Георгиевна
Еле́на Гео́ргиевна Рабино́вич (род. 25 августа 1945, Ленинград, СССР) — советский и российский историк античности и филолог-классик, переводчица. Доктор исторических наук.
С 1989 года член Союза писателей СССР, после 1991 — Союза писателей Санкт-Петербурга, по секции художественного перевода.
В 2010—2013 годах ведущий научный сотрудник Института высших гуманитарных исследований РГГУ. 

## Биография
Родилась в семье математика, научного сотрудника Государственного оптического института Григория Давыдовича Рабиновича (1910—1953) и библиографа Фриды Ароновны Перельман (1910—1985). Внучка последнего директора издательства Брокгауз—Ефрон Арона Фишелевича (Филипповича) Перельмана. Отец приходился племянником правоведу-цивилисту И. М. Рабиновичу и двоюродным братом биохимику Е. И. Рабиновичу; двоюродная сестра матери — доктор филологических наук Н. Г. Елина.
В 1968 году окончила отделение классической филологии филологического факультета ЛГУ имени А. А. Жданова.
В 1981 году защитила в Ленинградском отделении Института этнографии АН СССР диссертацию на соискание учёной степени кандидата исторических наук по теме «Культ Солнца в Римской империи»; в 1997 защитила там же диссертацию в виде научного доклада на соискание учёной степени доктора исторических наук по теме «Мифотворчество классической древности: Проблемы мифологизации истории».
Живёт в Санкт-Петербурге.

## Основные работы
Монографии
- Aequinox. Сборник памяти о. Александра Меня (составление, совместно с И. Г. Вишневецким). М: «Carte blanche», 1991
- Aequinox MCMXCIII (составление, совместно с И. Г. Вишневецким). М: «Carte blanche», 1993
- Риторика повседневности : Филологические очерки. — СПб. : Издательство Ивана Лимбаха, 2000. — 239 с. ISBN 5-89059-030-8
- Мифотворчество классической древности : Hymni Homerici : мифологические очерки. — СПб: Издательство Ивана Лимбаха, 2007. — 470 с. ISBN 978-5-89059-124-1
- Дар и Крест. Памяти Н. Л. Трауберг : сборник статей и воспоминаний / сост. Е. Рабинович, М. Чепайтите. — СПб : Издательство Ивана Лимбаха, 2010. — 422 с. ISBN 978-5-89059-129-6

Переводы
- Флавий Филострат. Жизнь Аполлония Тианского. М: «Наука», 1985 (серия «Литературные памятники»)
- Франческо Петрарка. Африка (при участии М. Л. Гаспарова). М: «Наука», 1992 (серия «Литературные памятники»)
- Гомеровы гимны (перевод с древнегреческого и комментарий). М: «Carte blanche», 1995
- Вергилий, Клавдиан, Петрарка. Избранные гексаметры. М: «Carte blanche», 1993

Статьи
- Рабинович Е. Г. Середина мира // Мифы народов мира: Энциклопедия. — М.: Советская энциклопедия, 1980. — Т. 2. — С. 128-129.
- Рабинович Е. Г. Мифологема нектара — опыт реконструкции // Палеобалканистика и античность / Ин-т славяноведения и балканистики, Ин-т языкознания; Отв. ред. В. П. Нерознак. — М.: Наука, 1989. — С. 111-118. — 254 с. — ISBN 5-02-010950-9.
- Рабинович Е. Г. Мерное бремя // Ноосфера и художественное творчество. — М.: Наука, 1991. — С. 139-153.
- Рабинович Е. Г. От Атлантики до Урала (к предыстории вопроса) // Новое литературное обозрение. — 2001. — № 52.